# درد و شکوه
درد و شکوه (اسپانیایی: Dolor y gloria‎) یک فیلم در ژانر درام به کارگردانی پدرو آلمودوار است که در سال ۲۰۱۹ منتشر خواهد شد. از بازیگران آن می‌توان به آنتونیو باندراس، سیسیلیا روت، لئوناردو اسباراگلیا، و پنه‌لوپه کروز اشاره کرد. فیلم برای رقابت در بخش اصلی جشنواره فیلم کن ۲۰۱۹ انتخاب شد. آنتونیو باندراس برای این فیلم برنده بهترین بازیگر نقش اول مرد از هفتاد و دومین جشنواره فیلم کن گردید.

## خلاصه داستان
کارگردان اسپانیایی سالوادور مالیو که به علت ناخوشی‌های متعدد جسمی و روحی به نوعی بازنشسته شده است زندگی خودش را مرور می‌کند و خاطراتی از دوران کودکی، دوران مدرسه ، عشق ناکام جوانی و... را به یاد می‌آورد.

## بازیگران
| بازیگر              | نقش            | توضیح           |
| ------------------- | -------------- | --------------- |
| آنتونیو باندراس     | سالوادور مالیو |                 |
| لئوناردو اسباراگلیا | فدریکو         | معشوق سالوادور  |
| پنه‌لوپه کروز        | جسینتا (جوانی) | مادر سالوادور   |
| آسی‌یر اچاندیا       | آلبرتو         | بازیگر فیلم طعم |
| نورا ناباس          | مرسدس          | دستیار سالوادور |
| ژولیه‌تا سرانو       | جسینتا (پیری)  | مادر سالوادور   |